# Джуэлз Вентура
Джуэлз Вентура (англ. Juelz Ventura, настоящее имя Шейна Лефевр, Shayna Lefevre; род. 31 июля 1987, Бразилиа) — американская модель и порноактриса.

## Биография
По происхождению бразильянка. Начала сниматься в порно, чтобы отомстить изменявшему мужу. Псевдоним Джуэлз Вентура приняла после первой операции по увеличению груди в 2008 году. По состоянию на 2019 год снялась в 406 порнофильмах.

## Премии и номинации
| Год  | Премия    | Результат | Категория | Фильм                      |
| ---- | --------- | --------- | --- | -------------------------- |
| 2011 | AVN Award | Номинация | Most Outrageous Sex Scene (с Шанель Престон, Дэйлом Дабоуном, Мисти Стоун, Лексингтоном Стилом & Chris Johnson)  | This Ain’t Avatar XXX      |
| 2011 | AVN Award | Номинация | Unsung Starlet of the Year                                                                                       | н/д                        |
| 2012 | AVN Award | Победа    | Most Outrageous Sex Scene (с Бруклин Ли)                                                                         | American Cocksucking Sluts |
| 2012 | AVN Award | Победа    | Best Oral Sex Scene (с Бруклин Ли)                                                                               | American Cocksucking Sluts |
| 2012 | AVN Award | Номинация | Best All-Girl Group Sex Scene (с Тиган Пресли, Лекси Лав, Асой Акирой и Анабель Ли)                              | Chick Flixxx               |
| 2015 | AVN Award | Номинация | Best Group Sex Scene (вместе с Mischa Brooks, Casey Calvert, Ксандером Корвусом, Томми Пистолем и Michael Vegas) | Nymphos                    |